# Joseph Smith Sr.
Joseph Smith  Sr (Topsfield, Massachusetts, 12 de julho de 1771 — 1840) foi o pai de Joseph Smith Jr, fundador da Igreja de Jesus Cristo dos Santos dos Últimos Dias.
Foi uma das oito testemunhas do Livro de Mórmon e foi o primeiro patriarca da Igreja de Jesus Cristo dos Santos dos Últimos Dias.